# Jean Margraff
Jean Alphonse Margraff (ur. 17 lutego 1876 w Graçay, zm. 11 lutego 1959 w Lunéville) – francuski oficer i szermierz, srebrny medalista igrzysk olimpijskich.
Na igrzyskach olimpijskich w Antwerpii w 1920 roku Francuzi w składzie: Jean Margraff, Marc Perrodon, Henri de Saint Germain i Georges Trombert zdobyli srebro w szabli drużynowej. Wziął również udział w turnieju indywidualnym, jednak wycofał się jeszcze w pierwszej rundzie. Znalazł się też w kadrze Francji na igrzyskach olimpijskich w Paryżu w 1924 roku. Został zgłoszony do startu w szabli drużynowej, jednak ostatecznie nie wystąpił.
Nie zdobył medalu mistrzostw świata.
Był zawodowym wojskowym, służył w 31. Pułku Dragonów, dosłużył się stopnia majora. Walczył w I wojnie światowej. W 1915 został kawalerem Legii Honorowej, a w 1931 Oficerem Legii Honorowej. Odznaczony również Krzyżem Wojennym i Orderem Oranje-Nassau (1927).